# N858 (België)
De N858 is een gewestweg bij de Belgische provincie Luxemburg. De route verbindt de N884 in Bertrix met de N840 in Izel. De route heeft een lengte van ongeveer 26 kilometer en had oorspronkelijk het wegnummer P5.

## Plaatsen langs de N858
- Bertrix
- Orgeo
- Gribomont
- Saint-Médard
- Jamoigne
- Moyen
- Izel